# 2000年シドニーオリンピックのバハマ選手団
2000年シドニーオリンピックのバハマ選手団（2000ねんシドニーオリンピックのバハマせんしゅだん）は、2000年9月15日から10月1日にかけてオーストラリアのニューサウスウェールズ州シドニーで開催された2000年シドニーオリンピックのバハマ選手団、およびその競技結果。

## 概要
今大会は金メダル3個、銅メダル1個の合計3個のメダルを獲得した。

## メダル
| メダル | 選手名                                                                                          | 競技 | 種目             |
| ------ | ----------------------------------------------------------------------------------------------- | ---- | ---------------- |
| 金     | ポーリン・デービス＝トンプソン                                                                  | 陸上 | 女子200m         |
| 金     | セバセダ・フィンズ チャンドラ・スターラップ ポーリン・デービス＝トンプソン デビー・ファーガソン | 陸上 | 女子4×100mリレー |
| 銅     | アバード・モンカー トロイ・マッキントッシュ カール・オリバー クリス・ブラウン                   | 陸上 | 男子4×400mリレー |